# 新冨重夫
新冨 重夫（しんとみ しげお、1953年3月25日 - ）は、宮崎県出身の俳優。身長170cm。体重64kg。血液型はAB型。ロットスタッフ所属。
旧芸名は新富 重夫。

## 出演

### 映画
- 竹取物語（1987年）
- マルサの女2（1988年） - 守衛 役
- ミンボーの女（1992年） - 伊場木の子分 役
- モスラ（1996年） - 幻庵 役
- GTO（1999年）
- 雨あがる（2000年）
- ロスト・イン・トランスレーション（2003年）
- 山桜（2008年）
- 容疑者Xの献身（2008年）
- その日のまえに（2008年）
- FLOWERS -フラワーズ-（2010年）

### テレビドラマ
NHK
- おしん（1984年）
- 宮本武蔵（1984年 - 1985年）
- 春の波涛（1985年）
- 真田太平記（1985年）
- 秀吉（1996年）
- 物書同心いねむり紋蔵（1998年）
- スキッと一心太助（1999年）
- 新宿鮫 氷舞（2002年）
- NHKスペシャル『憲法70年”平和国家”はこうして生まれた』（2017年）

日本テレビ
- 誇りの報酬（1985年）
- もっとあぶない刑事（1988年）
- 刑事貴族3（1992年）
- 追跡3（1998年）
- ラビリンス（1999年）
- 三菱自動車「リコール隠し」の真実（2004年）
- QP（2011年）

TBS
- 3年B組金八先生 第4シリーズ（1995年） - 高鳥よし江の父 役
- 嫁はミツボシ。（2001年）
- 天国に一番近い男 教師編（2001年）
- Mの悲劇（2005年）
- 特急田中3号（2007年）
- ハンチョウ〜神南署安積班〜3（2010年）

フジテレビ
- おヒマなら来てよネ!（1987年）
- 男と女のミステリー 横溝正史サスペンス 獄門島（1990年）
- お金がない!（1994年）
- ヘルプ!（1995年）
- 輝く季節の中で（1995年）
- 世にも奇妙な物語（1998年、2000年）
- ソムリエ（1998年）
- TEAM（1999年）
- バーチャルガール（2000年）
- ワンダフルライフ（2004年）

テレビ朝日
- 女ふたり捜査官（1986年）
- どうぶつ通り夢ランド（1987年）
- ザ・ハングマン6 第10話（1987年） - 酒屋
- ハングマンGOGO（1987年）
- あいつがトラブル（1990年）
- 特警ウインスペクター（1990年）
- 恐竜戦隊ジュウレンジャー（1992年） - 先生 役
- 法医学教室の事件ファイル（1992年）
- さすらい刑事旅情編V（1992年）
- 夜の街殺人物語2（1993年）
- 闇のパープル・アイ（1996年）
- 燃えろ!!ロボコン（1999年）
- TRICK 第1シリーズ 第4話・第5話（2000年8月4日・11日）
- 菊次郎とさきスペシャル（2001年）
- お祭り弁護士・澤田吾朗4（2004年）
- 南くんの恋人（2004年）
- 黒い太陽'07スペシャル版（2007年）

テレビ東京
- 新大江戸捜査網（1984年）
- 燃えよ剣（1990年）
- 大江戸捜査網 平成版第1シリーズ（1990年）
- ウルトラQ dark fantasy 第17話「小町」（2004年） - 客 役
- GO!GO!HEAVEN! 自決少女隊（2005年）
- トミカヒーロー レスキューフォース（2008年）
- アイドル×戦士 ミラクルちゅーんず!（2017年）

東海テレビ
- 名古屋嫁入り物語9（1997年）

### Vシネマ
- 静かなるドン 1〜10（1991年 - 2001年） - 胴堂平助 役
- かわいい妹 義兄に抱かれて（2011年）

### 舞台
- 風林火山（1993年）
- 大岡越前守（1994年）
- 金田一耕助の恋（1995年）
- 風流夢大名（1995年）
- 雪の夢華の夢（1996年）
- 桃太郎侍（1997年）
- 天翔る虹（1999年）
- 長脇差団十郎（2000年）
- 石川さゆり公演・千年の恋（2001年）
- 川中美幸公演・博多人情あばれ芸者（2002年）
- 里見浩太朗公演・長七郎天下ご免!（2002年）
- 西郷輝彦公演・江戸を斬る（2003年）
- 五木ひろし芸能生活40周年記念公演 雨あがる（2004年）
- ねずみ小僧危機一髪（2004年）

### WEB
- 伝染るんです。（2009年）